# Xã Cass, Quận Hancock, Ohio
Xã Cass (tiếng Anh: Cass Township) là một xã thuộc quận Hancock, tiểu bang Ohio, Hoa Kỳ. Năm 2010, dân số của xã này là 993 người.